# Katsuyoshi Shintō
Katsuyoshi Shintō (jap. 信藤 健仁, Shintō Katsuyoshi; * 15. September 1960 in Hiroshima, Präfektur Hiroshima) ist ein ehemaliger japanischer Fußballspieler und -trainer.

## Nationalmannschaft
1987 debütierte Shintō für die japanische Fußballnationalmannschaft. Shintō bestritt 15 Länderspiele und erzielte dabei ein Tor. Mit der japanischen Nationalmannschaft qualifizierte er sich für die Asienspiele 1990.

## Errungene Titel
- Kaiserpokal: 1994